# Frullania evolutiloba
Frullania evolutiloba là một loài Rêu trong họ Jubulaceae. Loài này được Steph. mô tả khoa học đầu tiên năm 1916.